# Magín Morera y Feixas
Pour les articles homonymes, voir Morera.
Magín Morera y Feixas, né le 16 novembre 1908 à Sant Mateu de Bages et mort le 28 juin 1984 à Barcelone, est un prêtre catholique espagnol de l'Institut des Fils de la Sainte-Famille. La cause pour sa béatification est en cours, et à ce jour, l'Église catholique l'a déclaré vénérable.

## Biographie
Ordonné prêtre au sein de l'Institut des Fils de la Sainte-Famille le 1er novembre 1933, Magín Morera y Feixas portera toute sa vie une attention particulière à l'éducation des enfants pauvres. Il fondera des écoles en Espagne et même en France, en Italie et au Brésil, au cours de ses différentes affectations. Pendant la guerre civile espagnole, c'est au péril de sa vie qu'il continuera son ministère en cachette, vêtu en civil, continuant à faire le catéchisme aux enfants et en fondant une petite école de fortune. Par la suite, ses supérieurs l'envoient pendant quelque temps à Marseille puis en Italie. Après un séjour à Rome, il exercera son ministère dans les Abruzzes de 1938 à 1953.
Rappelé en Espagne, ses qualités humaines comme spirituelles le feront élire supérieur général des Fils de la Sainte-Famille de 1958 à 1969, et une seconde fois de 1975 à 1981. Ses supérieurs l'enverront enfin au Brésil, à Curitiba, en 1982, où il se dépensa encore avec un grand dévouement pour les enfants des quartiers défavorisés. Il meurt d'un cancer en 1984 à Barcelone, entouré d'une réputation de sainteté. 

## Béatification
La cause pour sa béatification et canonisation a été ouverte le 27 mars 2004 à Barcelone. L'enquête diocésaine a été envoyée en 2007 à Rome, afin d'y être étudiée par la Congrégation pour les causes des saints. Le 9 octobre 2017, le pape François a reconnu l'héroïcité des vertus de Magín Morera y Feixas, lui attribuant ainsi le titre de vénérable, qui est le premier pas vers la canonisation.